# Kecamatan Singkep Pesisir
Kecamatan Singkep Pesisir är ett distrikt i Indonesien.   Det ligger i provinsen Kepulauan Riau, i den västra delen av landet, 700 km norr om huvudstaden Jakarta. Kecamatan Singkep Pesisir ligger på ön Pulau Singkep.